# Лимеранс
Лимерансът е състояние на ума, което е резултат от романтични или неромантични чувства към друг човек и обикновено включва натрапчиви, меланхолични мисли и/или трагични притеснения за обекта на привързаност, както и желание за създаване или поддържане на връзка с обекта на любов и чувствата да бъдат реципрочни. Лимерансът може да се определи и като неволно състояние на силно желание.

## Определение
Психологът Дороти Тенов измисля термина „лимеранс“ за своята книга от 1979 г. „Любов и лимеранс: Опитът от това, да бъдеш влюбен“, за да опише концепция, произлязла от нейната работа в средата на 60-те години, когато тя интервюира над 500 души върху темата за любовта. 
Лимерансът, който не е изключително сексуален, е определен от гледна точка на неговите потенциално вдъхновяващи ефекти и връзка с теорията за привързаността . То е описано като „неволно потенциално вдъхновяващо състояние на обожание и привързаност към лимерсен обект (LO), включващо натрапчиви и обсебващи мисли, чувства и поведение от еуфория до отчаяние, зависещи от възприетата емоционална реципрочност“.  Уилмот и Бентли отбелязват, че лимерансът е получил малко внимание в научната литература. 
Теорията за привързаността подчертава, че „много от най-интензивните емоции възникват по време на формирането, поддържането, преустановяването и подновяването на привързаните връзки“.  Предполага се, че „състоянието на лимеранс е съзнателното преживяване на мотивация за сексуален стимул“ по време на формирането на привързаност, „вид субективно преживяване на мотивация за сексуален стимул“  по време на "интензивния ... етап на формиране на двойка "  на човешката привързаност.

## Характеристики
Концепцията за лимеранс „осигурява специално разделяне на семантичната област на любовта“  и представлява опит за научно изследване на природата на любовта. Лимерансът се счита за когнитивно и емоционално състояние на емоционална привързаност или дори обсебеност към друг човек и обикновено се изпитва неволно и се характеризира със силно желание за реципрочност на чувствата – почти обсебваща форма на романтична любов . За Тенов „сексуалното влечение е основен компонент на лимеранса. . . LO, за да стане LO, трябва да стои по отношение на лимерантния като човек, за когото той е потенциален сексуален партньор." 
Уилмот и Бентли определят лимеранса като остро започваща, неочаквана, обсесивна привързаност към един човек (лимерансния обект). Лимерансът се характеризира с вътрешни преживявания като мислене, тревожност и депресия, временна фиксация и разпадане на себе си, а Уилмот и Бентли откриха в своите казуси, че тези теми намират връзка с неразрешени предишни преживявания и опити за самоактуализация . 
Лимерансът понякога също се тълкува като увлечение или влюбване. Във всекидневната реч обаче увлечението включва аспекти на незрялост и екстраполация от недостатъчна информация и обикновено е краткотрайно. Тенов отбелязва как лимерансът „може да се разпадне скоро след започването си, както при ранно тийнейджърско влюбване.“,  но тя е по-загрижена за момента, когато „лимерансните връзки се характеризират с кристализация, както е описано от Стендал в неговият трактат от 1821 г. За любовта, където възприятието за едно ново любовно увлечение започва да се трансформира... [и] привлекателните характеристики се преувеличават, а на непривлекателните характеристики се обръща малко или никакво внимание... [създавайки] „лимерансен обект“.
Според Теннов има поне два вида любов: „лимеранс“, която тя описва като, наред с други неща, „любяща привързаност“; и „любяща чувственост“, връзката, която съществува между индивида и неговите родители и деца.  Тя отбелязва, че едната форма може да еволюира в другата: „Онези, чиято свобода е била заменена от привързаност към един и същи партньор, може да кажат. . . „Бяхме много влюбени, когато се оженихме; днес много се обичаме"  Разграничението е сравнимо с това, направено от етолозите „между функциите на сексуалната активност за формиране и поддържане на двойки“,  точно както „привързаността на теоретиците на привързаността е много подобна на емоционалната реципрочност, за която копнеят в лимеранс на Теннов и всеки е свързан със сексуалността“. 
Ники Хейс описва лимеранса като „вид увлечена, всепоглъщаща страст“, която е несподелена. Теннов го приравнява на любовта, която Данте е изпитвал към Беатриче – човек, когото е срещал два пъти в живота си и който е послужил като вдъхновение за La Vita Nuova и Божествената комедия . Това е този неудовлетворен, силен копнеж по другия човек, който определя лимеранса, при който индивидът става „повече или по-малко обсебен от този човек и прекарва голяма част от времето си във фантазии за него“. Лимеранс може да продължи само ако условията за привличането го оставят неизпълнено; следователно е необходимо периодично, периодично подсилване, за да се поддържат основните чувства. Хейс отбелязва, че „непостижимата природа на целта е това, което прави усещането толкова силно“ и че не е необичайно тези да останат в състояние на безпокойство за някой недостижим в продължение на месеци и дори години.  :с. 457Известен литературен пример за лимеранс е несподелената любов на Вертер към Шарлот в романа „Скърбите на младия Вертер“ от Гьоте .
Лимеранът се характеризира с натрапчиво мислене и изразена чувствителност към външни събития, които отразяват разположението на лимерансния обект към индивида. Може да се изживее като силна радост или като крайно отчаяние, в зависимост от това дали чувствата са реципрочни. Това е състояние на пълно увличане от неразумна страст или любов , дори до точката на пристрастяващо поведение. Обикновено човек е вдъхновен от силна страст или възхищение към някого. Лимерансът може да бъде труден за разбиране за тези, които никога не са го изпитвали, и затова често се отхвърля от не-лимерантните като нелепа фантазия или романтична измислица. 
Теннов прави разлика между лимеранса и другите емоции, като твърди, че любовта включва загриженост за благополучието и чувствата на другия човек. Въпреки че лимеранса не го изисква, тези опасения със сигурност могат да бъдат включени. Привързаността и чувствителността съществуват само като предразположение към друг човек, независимо дали тези чувства са реципрочни, докато лимерансът дълбоко желае реципрочност, но той остава непромене независимо дали е върнат или не. Физическият контакт с обекта не е нито съществен, нито достатъчен за индивида, който изпитва лимеранс, за разлика от този, който изпитва сексуално привличане .  Когато ранните, нездравословни модели на привързаност или травма влияят на лимеранса, лимерансния обект може да се тълкува като идеализация на фигурата или фигурите, включени в първоначалната нездравословна привързаност или травма. Липсата на реципрочност може в такива случаи да послужи за укрепване на уроците, научени в предишни, нездравословни преживявания на свързване, и следователно да засили лимеранса.

## Компоненти
Лимерансът включва натрапчиво мислене за лимерансния обект.  Други характеристики включват остър копнеж за реципрочност, страх от отхвърляне и обезпокоителна срамежливост в присъствието на лимерансния обект. В случаи на несподелен лимеранс може да се намери преходно облекчение чрез ярко представяне на реципрочност от лимерансния обект. Теннов предполага, че чувството на свобода може да се засили чрез нещастие, препятствия или разстояние – „Засилване чрез бедствие“.  Лимерантният човек може да има остра чувствителност към всяко действие, мисъл или състояние, което може да се тълкува благоприятно. Това може да включва склонност към измисляне, измисляне или измисляне на „разумни“ обяснения защо неутралните действия са знак за скрита страст в лимерансния обект.
Човек, изпитващ лимеранс, има интензивност на усещането, което оставя други грижи на заден план. В мислите си такъв човек е склонен да подчертава това, което е възхитително в лимерансния обект и да избягва всякакви негативни или проблематични качества.

### Натрапчиво мислене и фантазия
По време на пика на лимеранса, мислите за лимерансния обект (или човек) са едновременно постоянни, неволни и натрапчиви. Такива „натрапчиви мисли за LO ... изглежда са генетично задвижвани“:  наистина лимерентността е преди всичко състояние на когнитивна мания. Това може да се дължи на ниски нива на серотонин в мозъка, сравними с тези на хора с обсесивно-компулсивно разстройство .  Всички събития, асоциации, стимули и преживявания връщат мислите към лимерансния обект с изнервяща последователност, докато обратното постоянните мисли за него определят всички други преживявания. Ако определена мисъл няма предишна връзка с лимерансния обект, веднага се създава такава. Лимерансната фантазия е незадоволителна, освен ако не е вкоренена в реалността,  защото фантазиращият може да иска фантазията да изглежда реалистична и донякъде възможна. В най-тежкия си случай, натрапчивите лимерансни мисли могат да заемат напълно будните часове на индивида, което води – подобно на тежка зависимост – до значително или пълно прекъсване на нормалните интереси и дейности на лимерантния, включително работа и семейство. За серийните лимерантни това може да доведе до изтощителни, доживотни неуспехи в училище, работа и семеен живот. 
Фантазиите, които се занимават с пресилени идеи, обикновено се отхвърлят от фантазиращия.  Понякога фантазирането е ретроспективно: действителните събития се възпроизвеждат от паметта с голяма яркост. Тази форма преобладава, когато това, което се разглежда като доказателство за възможна реципрочност, може да бъде преживено (вид селективна или ревизионистка история). В противен случай дългата фантазия е изпреварваща; тя започва в ежедневния свят и кулминира при постигането на лимерентната цел. Лимерансната фантазия може също да включва необичайно, често трагично събитие. 
Дългите фантазии изграждат мостове между обикновения живот на лимерантния и онзи силно желан екстатичен момент. Продължителността и сложността на една фантазия зависят от наличието на време и свободата от разсейване. Блаженството от въображаемия момент на съвършенство е по-голямо, когато събитията, въображаеми, че го предхождат, са възможни (въпреки че те често представляват сериозни отклонения от вероятното). Не винаги е съвсем приятно и когато отхвърлянето изглежда вероятно, мислите се фокусират върху отчаянието, понякога до точката на самоубийство . Приятността или неприятността на състоянието изглежда почти несвързана с интензивността на реакцията. Въпреки че посоката на чувството, т.е. щастлив срещу нещастен, се измества бързо, с „драматични вълни на жизнерадост и отчаяние“ , интензивността на натрапчивото и неволно мислене се променя по-малко бързо и само в отговор на натрупването на преживявания с конкретен лимеранснен обект.
Фантазиите понякога се сънуват от този, който изпитва лимеранс. Сънищата излъчват силна емоция и щастие, когато бъдат изживени, но често завършват с отчаяние, когато субектът се събуди. Сънищата могат да събудят отново силни чувства към лимерансния обект, след като чувствата са намалели. 

### Страх от отхвърляне
Наред с подчертаването на възприеманите изключителни качества и предаността към тях, присъства и голямо съмнение в лимерантния, че чувствата са реципрочни: отхвърляне. Среща се значително съмнение в себе си, което води до „лична недееспособност, изразена чрез обезпокоителна плахост в присъствието на лицето“,  нещо, което причинява нещастие и подхранва желанието.
В повечето случаи това, което унищожава лимеранса, е дълъг период от време без реципрочност. Въпреки че изглежда, че лимеранса напредва с несгоди, личният дискомфорт може да го спре. Този дискомфорт е резултат от страх от мнението на лимерансния обект.

### Надежда
Лимерансът се развива и поддържа, когато има известен баланс между надежда и несигурност. Основата на лимерансната надежда не е в обективната реалност, а в възприятията. Склонността е да се пресяват нюансите на речта и тънкостите на поведението за доказателства за лимерансна надежда. „Любовниците, разбира се, са известни като неистови епистемолози, на второ място след параноиците (и анализаторите) като читатели на знамения и чудеса.“  „Малките неща“ се забелязват и безкрайно анализират за смисъл. Такава прекомерна загриженост за любопитни факти обаче може да не е напълно неоснователна, тъй като езикът на тялото може да показва реципрочно чувство. Това, което лимерансния обект казва и прави, се помни с яркост. Търсят се алтернативни значения за припомнените поведения. Всяка дума и жест са постоянно преглеждани, особено тези, които се тълкуват като доказателство за реципрочно чувство. Когато предмети, хора, места или ситуации се срещат с лимерансния обект, те се запомнят ярко, особено ако той е взаимодействал с тях по някакъв начин.
Убеждението, че лимерансния обект не или няма да отвърне със същото, може да бъде постигнато само с голяма трудност. Лимерансът може да бъде пренесен доста далеч, преди признаването на отхвърлянето да е честно, особено ако не е било адресирано открито от лимерансния обект.

### Самотата
Шейвър и Хазан отбелязват, че страдащите от самота са значително по-податливи на лимеранс , като твърдят, че „ако хората имат голям брой незадоволени социални нужди и не осъзнават това, тогава знак, че някой друг може да се интересува е лесно се изгражда във въображението на този човек в много повече от приятелския социален контакт, който може да е бил. Задълбочавайки се в спомена за този социален контакт, самотният човек започва да го приема за дълбоко емоционално преживяване, което може да е доста различно от реалността на събитието." :с. 460

## Ефекти

### Физически
Физиологичните ефекти от интензивния лимеранс могат да включват задух, изпотяване и сърцебиене . 
Ако има силно безпокойство, неправилното поведение може да разруши връзката, което може да доведе до интензивна проява на физически реакции. Някои хора силно усещат тези ефекти веднага след или след контакт с лимерансния обект. Това, което се смесва емоционално, е блажен екстаз и остро отчаяние, в зависимост от развоя на събитията.

### Психологически
На поведенческо ниво преобладават неловкостта, заекването, срамежливостта и объркването. Страдащите се оплакват от изоставяне, отчаяние и унизително разочарование. Преобладава усещането за парализираща неяснота, прекъснато от копнеж. Преустановените или не реципрочни реакции водят до лабилно колебание между отчаяние и екстаз. Това лимбо е прагът на умствено отказване.
Чувствителността, която произтича от страха от отхвърляне, може да помрачи възприятията за езика на тялото на лимерансния обект. Противоречиви признаци на желание могат да бъдат възприети, причинявайки объркване. Често лимерансният обект е свързан с друг или по някакъв друг начин е недостъпен. 
Развива се състояние на постоянна бдителност, повишено съзнание и огромен запас от енергия за преследване на лимерансната цел. Усещането за лимеранс се усеща в средата на гръдния кош, дъното на гърлото, червата или в някои случаи в коремната област.  Това може да се тълкува като екстаз по време на взаимност, но присъствието му е най-забележимо по време на отчаяние по време на отхвърляне.

## Сексуалност
Осъзнаването на физическото привличане играе ключова роля в развитието на лимеранса,  но не е достатъчно, за да задоволи лимерансното желание и почти никога не е основният фокус; вместо това лимерантния се фокусира върху това, което може да се определи като „полезни качества“. Въпреки това Теннов подчертава, че „най-последователният желан резултат от лимеранса е чифтосването, не само сексуално взаимодействие, но и обвързване“.  
Лимерансът може да се засили след започване на сексуална връзка, а при по-интензивен лимеранс има по-голямо желание за сексуален контакт. Въпреки това, докато сексуалното косумиране в един момент е показвало края на несигурността, изпитвана от лимерансния обект – тъй като в миналото сексуалната среща по-често водеше до чувство на задължение за обвързване – в съвременните времена това не е непременно така.
Сексуалният аспект на лимеранса не е същия от човек на човек. Повечето лимерантни преживяват лимерансната сексуалност като компонент на романтичния интерес. Някои лимерантни обаче могат да изпитат лимеранс като последица от свръхвъзбуда. В такива случаи лимеранса може да се формира като защитен механизъм срещу лимерансния обект, който първоначално не се възприема като романтичен идеал, а като физическа заплаха за изпитващия.
Сексуалните фантазии се различават от лимерансните фантазии. Лимерансната фантазия се корени в реалността и е по-скоро натрапчива, отколкото доброволна. Сексуалните фантазии са под повече или по-малко доброволен контрол и могат да включват непознати, въображаеми индивиди и ситуации, които не биха могли да се случат. Лимерансът повишава телесната температура и увеличава релаксацията,  усещане за гледане на света с розови очила, което води до по-голяма възприемчивост към сексуалността и към мечтания. 
Хората могат да се възбудят от мисълта за сексуални партньори, действия и ситуации, които не са наистина желани, докато всеки детайл от лимерансната фантазия е страстно желан да се осъществи.  Лимерансът понякога повишава сексуалния интерес към други партньори, когато лимерансния обект е невъзприемчив или недостъпен. 

## Продължителност
Теннов изчислява, въз основа както на въпросника, така и на данните от интервютата, че средната продължителност на лимерансната реакция, от момента на започване до достигане на чувство за неутралност, е приблизително три години. Крайностите могат да бъдат както кратки от няколко седмици или до няколко десетилетия. Когато лимерансът е кратък, максималният интензитет може да не е постигнат. Според Дейвид Сак, доктор по медицина, лимерансът продължава по-дълго от романтичната любов, но е по-кратка от здравото, отдадено партньорство. 
Други предполагат, че „биогенетичният източник на лимеранс определя неговото ограничение, обикновено, до двугодишен период“,  че лимерансът обикновено продължава между 18 месеца и три години; но по-нататъшни проучвания върху несподеления лимеранс предполагат по-дълги продължителности. На свой ред лимерантния може да преживее само един епизод на лимеранс или може да преживее „серийни“ епизоди, в които почти целият му зрял живот, от ранен пубертет до късна зряла възраст, може да бъде погълнат в последователни лимерансни обсесии. 

## Разновидности на връзките
След като лимерансът е започнал, може да се образува една от трите разновидности на връзки, дефинирани за определен период от време, във връзка с преживяването или липсата на опит с лимеранс.  Структурата на тези връзки може да варира в хода им по начини, които могат или да увеличат, или да намалят интензивността на чувството.
Основата и интересната характеристика на това разграничение, направено от Теннов, е, че въз основа на нейните изследвания и интервюта с хора, всички връзки между хората могат да бъдат разделени на три разновидности, които се определят от степента на лимеранс или липсата му, която всеки партньор допринася за връзката . 
С привързана връзка нито един партньор не е лимерантен. При лимерантно-нелимерентна връзка единият партньор е лимерантен. При лимерентен-лимерасна твръзка и двамата партньори са лимерантни.
Афектираното обвързване се характеризира тези привързани сексуални отношения, при които нито един партньор не е лимерентен; двойките са склонни да бъдат влюбени, но не съобщават за непрекъснато и нежелано натрапчиво мислене, изпитват силна нужда от изключителност или определят целите си от гледна точка на реципрочност. Тези типове свързани двойки са склонни да подчертават съвместимостта на интересите, взаимните предпочитания в развлекателните дейности, способността да работят заедно и в някои случаи известна степен на относително удовлетворение.
По-голямата част от взаимоотношенията обаче, според Теннов, са тези между лимерантен човек и нелимерантен друг, т.е. лимерентно-нелимерентно свързване . Тези връзки се характеризират с неравнопоставено взаимно действие.
И накрая, тези взаимоотношения, в които има взаимно реципрочно движение, се определят като лимерентно-лимерентни връзки . Теннов твърди, че тъй като лимеансът сам по себе си е „нестабилно състояние“, взаимно лимерансните връзки се очаква да бъдат краткотрайни; смесените връзки вероятно продължават по-дълго от лимерансно-лимерансните връзки. Някои връзки лимерантен-лимерантен се развиват в привързани връзки с течение на времето, когато лимерансът намалява. Теннов описва такива двойки като „стари женени“, чиито взаимодействия обикновено са както стабилни, така и взаимно удовлетворяващи.

## Смекчаване
В своето изследване Теннов идентифицира три начина, по които лимерансът отшумява:
Консумиране (реципрочност)
Всеки лимерантен има малко по-различен възглед за приемливото реципрочността и реакциите към нея варират. Някои лимерантни остават такива (както е документирано от Теннов), докато за други лимеранса намалява с нарастването на сигурността за реципрочност. Други лимерантни не постигат никакво „реално“ завършване (напр. физическо или под формата на действителна връзка), но откриват, че лимеранса им намалява, след като лимерансният обект изповядва подобни чувства.
Гладуване
В този процес, липсата на каквото и да е известие (т.е. гладуване, описано от Теннов като „настъплението на доказателства, че LO не връща лимеранса“) кара лимерантният постепенно да загуби интерес. Това може да отнеме много време, в който случай латентната свръхчувствителност на лимерантния може да накара всяко внимание, отделено от бившия LO, независимо колко леко, да се тълкува като причина за надежда, ускорявайки възраждане на лимеранс.
Трансфер
Лимерантният прехвърля своите романтични чувства на друг човек, като по този начин прекратява първоначалния лимеранс; понякога се пренася и той.

## Продължаващи изследвания
Изследванията на Теннов биват продължени през 2008 г. от Албърт Уакин, който е познавал Теннов в университета в Бриджпорт, но не е помагъл в нейните изследвания, и Дюен Во, студент.  Те прецизират термина лимарнс, така че да се отнася най-вече до негативните аспекти.
Терминът „лимеранс“ се използва в много популярни медии, включително книги за самопомощ, популярни списания и уебсайтове. Въпреки това, според доклад на Уейкин и Во, „Въпреки излагането на обществеността на лимеранс, професионалната общност, особено клиничната, до голяма степен не е наясно с концепцията.“ През 2008 г. Уейкин и Во представят своето актуализирано изследване на Американската асоциация по поведенчески и социални науки. Те съобщават, че трябва да бъдат събрани повече изследвания, преди състоянието да е подходящо за включване в Диагностичния и статистически наръчник за психични разстройства ( DSM ). 
Критиците посочват, че разказът на Теннов „се основава на интервюта, а не на пряко наблюдение“, но заключават, че „въпреки своите недостатъци, работата на Теннов може да представлява основа за формулиране на информирана хипотеза“. 